# Четвинд, Уильям, 3-й виконт Четвинд
Уильям Ричард Четвинд, 3-й виконт Четвинд (англ. William Richard Chetwynd, 3rd Viscount Chetwynd; 1684 — 3 апреля 1770) — британский политик, заседавший в Палате общин с 1715 по 1770 год.

## Ранний период жизни
Родился в 1684 году. Младший сын Джона Четвинда (1643—1702) и его жены Люси Роан, дочери Роберта Роана из Тольхерст-Фарм, Суррей. Он получил образование в Вестминстерской школе и в колледж Крайст-Черч, Оксфорд.
В 1706 году он стал секретарем своего старшего брата Джона, назначенного британским посланником в Савойе в Турине, а в 1708 году стал британским резидентом в Генуе. Во время финансового кризиса, вызванного войной за испанское наследство, братья Четвинд использовали свой коммерческий кредит, чтобы предоставить генералу Джеймсу Стэнхоупу средства, необходимые для оплаты британских войск в Испании. Уильям Четвинд был отозван в Англию в 1712 году.

## Политическая карьера
На парламентских выборах 1715 года Уильям и его старший брат Уолтер были избраны в Палату общин от Стаффорда (1715—1722). В 1717 году он был назначен младшим лордом Адмиралтейства. Оба брата потерпели поражение на выборах в Палату общин в Стаффорде, но Уильям баллотировался по интересам военно-морского флота в Плимуте и был избран в парламент в 1722 году. В 1727 году Уильям Четвинд лишился своего поста в Адмиралтействе и не был снова выдвинут в Палату общин от Плимута на парламентских выборах 1727 года.
В 1734 году Уильям Четвинд был избран в Палату общин от Стаффорда, а в 1741 году он был переизбран в этом избирательном округе. В 1743 году он был легко ранен на дуэли в парламенте с Хорасом Уолполом. С 1744 по 1769 год — Уильям Четвинд занимал пост мастера монетного двора. С 1745 по 1748 год — заместитель государственного секретаря. На парламентских выборах 1747, 1754, 1761 и 1768 годов он был четыре раза избран в Палату общин Великобритании от Стаффорда.
21 июня 1767 года после смерти своего старшего брата, Джона Четвинда, 2-го виконта Четвинда (1680—1767), не оставившего после себя наследников мужского пола, Уильям Четвинд унаследовал титулы  3-го виконта Четвинда из Бирхейвена в графстве Керри (Пэрство Ирландии) и  3-го барона Раутдауна в графстве Дублин (Пэрство Ирландии).

## Личная жизнь
3 июня 1715 года Уильям Четвинд женился на Оноре Бейкер (? — 1 сентября 1726), дочери Уильяма Бейкера, консула в Алжире в 1715 году. У супругов было два сына и четыре дочери, в том числе:
- Достопочтенная Мэри Четвинд (? — январь 1758)[1], в 1755 году она вышла замуж за преподобного Ричарда Генри Ропера (1723—1780).
- Уильям Четвинд, 4-й виконт Четвинд (25 ноября 1721 — 12 ноября 1791)[1], старший сын и преемник отца.
- Преподобный Джон Четвинд[1], он был женат на Джудит Пиготт.

Лорд Четвинд скончался 3 апреля 1770 года в возрасте 86 лет. Ему наследовал его старший сын Уильям.